# یواننگ، بوتسوانا
یواننگ (به انگلیسی: Jwaneng) شهری در ناحیهٔ جنوبی کشور بوتسوانا است که در سال ۲۰۰۰ میلادی ۱۵٬۱۷۹ نفر جمعیت داشته که از این تعداد، ۷٬۶۱۳ نفر مرد و ۷٬۵۶۶ نفر زن بوده‌اند.